# هانتینگتون، استفوردشر
هانتینگتون (به انگلیسی: Huntington) یک روستا و محله مدنی در بریتانیا است که در South Staffordshire واقع شده‌است. هانتینگتون ۴٬۵۳۶ نفر جمعیت دارد.